# Аниш Капур
Аниш Капур е британско-индийски скулптор.

## Биография
Аниш Капур е роден на 12 март 1954 г. в Бомбай. Посещава елитното индийско училище интернат за момчета The Doon School, преди да се премести във Великобритания, където започва обучението си по изкуство в Hornsey College of Art и по-късно в Chelsea School of Art and Design.
Неговите забележителни публични скулптури включват Kensington Gardens в Лондон, Leviathan в Париж и ArcelorMittal Orbit, поръчан като постоянно произведение на изкуството за Олимпийския парк в Лондон и завършен през 2012 г. През 2017 г. Капур проектира статуетката за 38-ото издание на наградите BRIT.
Капур получава много отличия и награди, включително Premio Duemila на XLIV венецианско биенале през 1990 г., Падма Бхушан от индийското правителство през 2012 г., почетна докторска степен от Оксфордския университет през 2014 г. и наградата Genesis за 2017 г. за това, че „е един от най-влиятелните и новаторски художници на своето поколение и за дългогодишното му застъпничество за бежанци и разселени хора“.